# Novomariivka, Baștanka
Novomariivka (în ucraineană Новомар'ївка) este un sat în comuna Mariivka din raionul Baștanka, regiunea Mîkolaiiv, Ucraina.

## Demografie
Componența lingvistică a localității Novomariivka
     Ucraineană (92,06%)
     Rusă (4,76%)
     Română (3,17%)
Conform recensământului din 2001, majoritatea populației localității Novomariivka era vorbitoare de ucraineană (92,06%), existând în minoritate și vorbitori de rusă (4,76%) și română (3,17%).